# Aire d'attraction de Tulle
L'aire d'attraction de Tulle est un zonage d'étude défini par l'Insee pour caractériser l’influence de la commune de Tulle sur les communes environnantes. Publiée en octobre 2020, elle se substitue à l'aire urbaine de Tulle, qui comportait 23 communes dans le dernier zonage qui remontait à 2010.

## Définition
L'aire d'attraction d'une ville est composée d’un pôle, défini à partir de critères de population et d’emploi ainsi que d’une couronne constituée des communes dont au moins 15 % des actifs travaillent dans le pôle. Le pôle d’attraction constitue ainsi un point de convergence des déplacements domicile-travail,.

## Type et composition
L’aire d'attraction de Tulle est une aire intra-départementale qui comporte 44 communes dans la Corrèze.
Elle est catégorisée dans les aires de moins de 50 000 habitants, une catégorie qui regroupe 16,5 % de la population de Nouvelle-Aquitaine et 12,2 % au niveau national.
Au 1er janvier 2022, les communes de Montaignac-Saint-Hippolyte et du Jardin se sont regroupées pour former la commune nouvelle de Montaignac-sur-Doustre. Le Jardin n'étant plus dans l'aire d'attraction de Tulle, le nombre de communes passe alors de 44 à 43.

### Carte

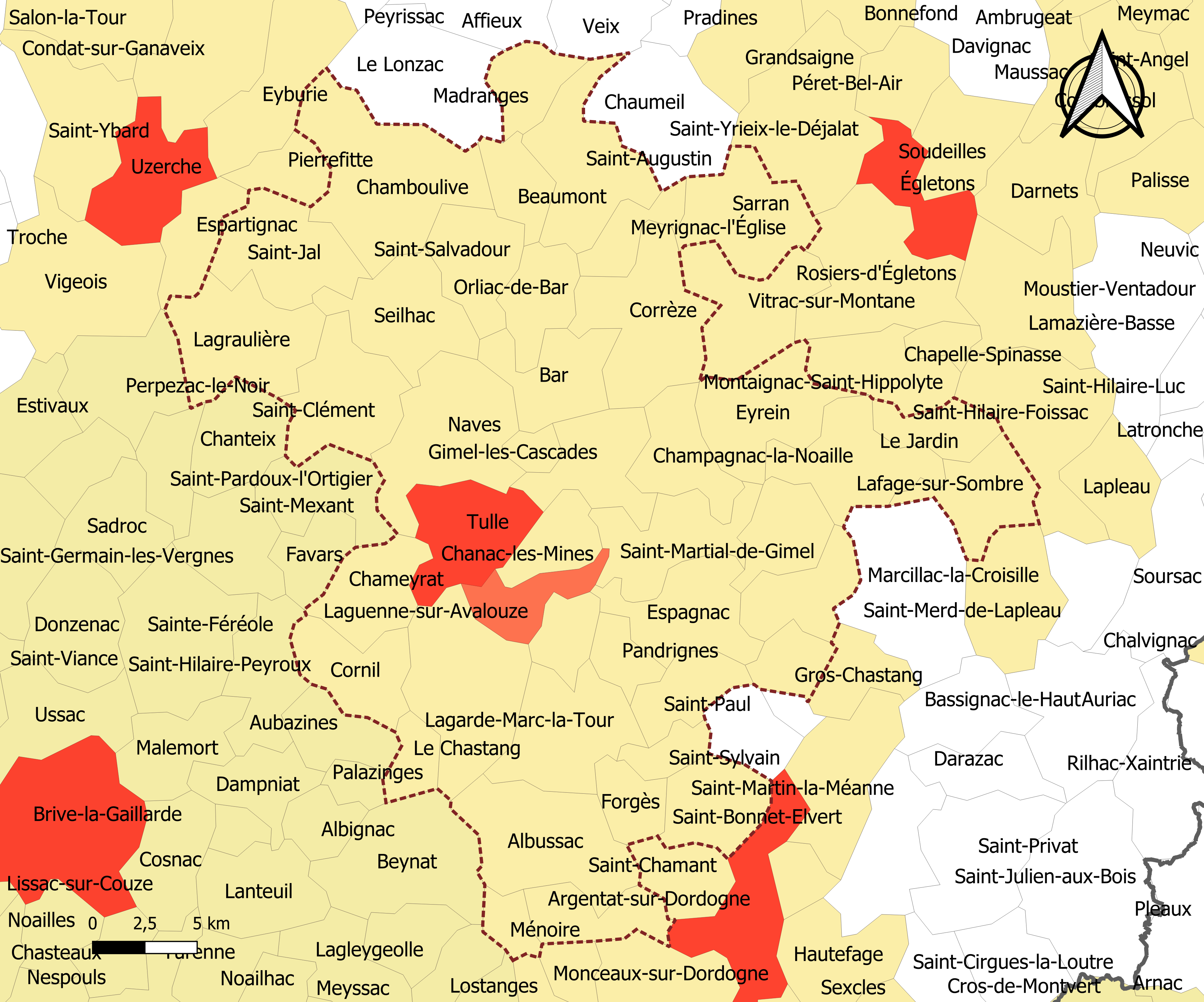
Carte de l'aire d'attraction de Tulle.
Commune-centre
Commune du pôle principal
Commune de la couronne

### Composition communale
| Nom                        | Code Insee | Département | Statut                    | Superficie (km2) | Population (dernière pop. légale) | Densité (hab./km2) | Modifier                                    |
| -------------------------- | ---------- | ----------- | ------------------------- | ---------------- | --------------------------------- | ------------------ | ------------------------------------------- |
| Tulle (commune-centre)     | 19272      | Corrèze     | commune-centre            | 24,44            | 13 602 (2022)                     | 557                | modifier les données · modifier les données |
| Laguenne-sur-Avalouze      | 19101      | Corrèze     | commune du pôle principal | 12,15            | 1 565 (2022)                      | 129                | modifier les données · modifier les données |
| Albussac                   | 19004      | Corrèze     | commune de la couronne    | 36,26            | 730 (2022)                        | 20                 | modifier les données · modifier les données |
| Les Angles-sur-Corrèze     | 19009      | Corrèze     | commune de la couronne    | 4,73             | 126 (2022)                        | 27                 | modifier les données · modifier les données |
| Bar                        | 19016      | Corrèze     | commune de la couronne    | 20,82            | 307 (2022)                        | 15                 | modifier les données · modifier les données |
| Beaumont                   | 19020      | Corrèze     | commune de la couronne    | 10,90            | 115 (2022)                        | 11                 | modifier les données · modifier les données |
| Chamboulive                | 19037      | Corrèze     | commune de la couronne    | 46,80            | 1 158 (2022)                      | 25                 | modifier les données · modifier les données |
| Chameyrat                  | 19038      | Corrèze     | commune de la couronne    | 18,95            | 1 492 (2022)                      | 79                 | modifier les données · modifier les données |
| Champagnac-la-Noaille      | 19039      | Corrèze     | commune de la couronne    | 25,47            | 230 (2022)                        | 9,0                | modifier les données · modifier les données |
| Chanac-les-Mines           | 19041      | Corrèze     | commune de la couronne    | 13,26            | 421 (2022)                        | 32                 | modifier les données · modifier les données |
| Le Chastang                | 19048      | Corrèze     | commune de la couronne    | 7,87             | 348 (2022)                        | 44                 | modifier les données · modifier les données |
| Clergoux                   | 19056      | Corrèze     | commune de la couronne    | 16,11            | 411 (2022)                        | 26                 | modifier les données · modifier les données |
| Cornil                     | 19061      | Corrèze     | commune de la couronne    | 19,66            | 1 283 (2022)                      | 65                 | modifier les données · modifier les données |
| Corrèze                    | 19062      | Corrèze     | commune de la couronne    | 34,16            | 1 173 (2022)                      | 34                 | modifier les données · modifier les données |
| Espagnac                   | 19075      | Corrèze     | commune de la couronne    | 23,63            | 381 (2022)                        | 16                 | modifier les données · modifier les données |
| Eyrein                     | 19081      | Corrèze     | commune de la couronne    | 26,39            | 510 (2022)                        | 19                 | modifier les données · modifier les données |
| Forgès                     | 19084      | Corrèze     | commune de la couronne    | 10,43            | 258 (2022)                        | 25                 | modifier les données · modifier les données |
| Gimel-les-Cascades         | 19085      | Corrèze     | commune de la couronne    | 20,86            | 765 (2022)                        | 37                 | modifier les données · modifier les données |
| Gumond                     | 19090      | Corrèze     | commune de la couronne    | 9,87             | 99 (2022)                         | 10                 | modifier les données · modifier les données |
| Ladignac-sur-Rondelles     | 19096      | Corrèze     | commune de la couronne    | 10,18            | 405 (2022)                        | 40                 | modifier les données · modifier les données |
| Lafage-sur-Sombre          | 19097      | Corrèze     | commune de la couronne    | 18,94            | 135 (2022)                        | 7,1                | modifier les données · modifier les données |
| Lagarde-Marc-la-Tour       | 19098      | Corrèze     | commune de la couronne    | 28,14            | 935 (2022)                        | 33                 | modifier les données · modifier les données |
| Lagraulière                | 19100      | Corrèze     | commune de la couronne    | 30,75            | 1 189 (2022)                      | 39                 | modifier les données · modifier les données |
| Madranges                  | 19122      | Corrèze     | commune de la couronne    | 12,88            | 168 (2022)                        | 13                 | modifier les données · modifier les données |
| Ménoire                    | 19132      | Corrèze     | commune de la couronne    | 6,43             | 136 (2022)                        | 21                 | modifier les données · modifier les données |
| Meyrignac-l'Église         | 19137      | Corrèze     | commune de la couronne    | 10,22            | 63 (2022)                         | 6,2                | modifier les données · modifier les données |
| Naves                      | 19146      | Corrèze     | commune de la couronne    | 35,93            | 2 318 (2022)                      | 65                 | modifier les données · modifier les données |
| Neuville                   | 19149      | Corrèze     | commune de la couronne    | 14,29            | 203 (2022)                        | 14                 | modifier les données · modifier les données |
| Orliac-de-Bar              | 19155      | Corrèze     | commune de la couronne    | 14,97            | 256 (2022)                        | 17                 | modifier les données · modifier les données |
| Pandrignes                 | 19158      | Corrèze     | commune de la couronne    | 8,45             | 167 (2022)                        | 20                 | modifier les données · modifier les données |
| Saint-Augustin             | 19181      | Corrèze     | commune de la couronne    | 29,31            | 417 (2022)                        | 14                 | modifier les données · modifier les données |
| Saint-Bonnet-Elvert        | 19186      | Corrèze     | commune de la couronne    | 18,37            | 226 (2022)                        | 12                 | modifier les données · modifier les données |
| Saint-Clément              | 19194      | Corrèze     | commune de la couronne    | 26,56            | 1 383 (2022)                      | 52                 | modifier les données · modifier les données |
| Sainte-Fortunade           | 19203      | Corrèze     | commune de la couronne    | 38,31            | 1 793 (2022)                      | 47                 | modifier les données · modifier les données |
| Saint-Jal                  | 19213      | Corrèze     | commune de la couronne    | 26,55            | 599 (2022)                        | 23                 | modifier les données · modifier les données |
| Saint-Martial-de-Gimel     | 19220      | Corrèze     | commune de la couronne    | 24,04            | 485 (2022)                        | 20                 | modifier les données · modifier les données |
| Saint-Pardoux-la-Croisille | 19231      | Corrèze     | commune de la couronne    | 16,36            | 175 (2022)                        | 11                 | modifier les données · modifier les données |
| Saint-Paul                 | 19235      | Corrèze     | commune de la couronne    | 14,10            | 237 (2022)                        | 17                 | modifier les données · modifier les données |
| Saint-Priest-de-Gimel      | 19236      | Corrèze     | commune de la couronne    | 17,68            | 479 (2022)                        | 27                 | modifier les données · modifier les données |
| Saint-Salvadour            | 19240      | Corrèze     | commune de la couronne    | 19,47            | 317 (2022)                        | 16                 | modifier les données · modifier les données |
| Saint-Sylvain              | 19245      | Corrèze     | commune de la couronne    | 7,49             | 132 (2022)                        | 18                 | modifier les données · modifier les données |
| Sarran                     | 19251      | Corrèze     | commune de la couronne    | 26,09            | 274 (2022)                        | 11                 | modifier les données · modifier les données |
| Seilhac                    | 19255      | Corrèze     | commune de la couronne    | 25,75            | 1 814 (2022)                      | 70                 | modifier les données · modifier les données |